# Oorlogsmonument Wamel

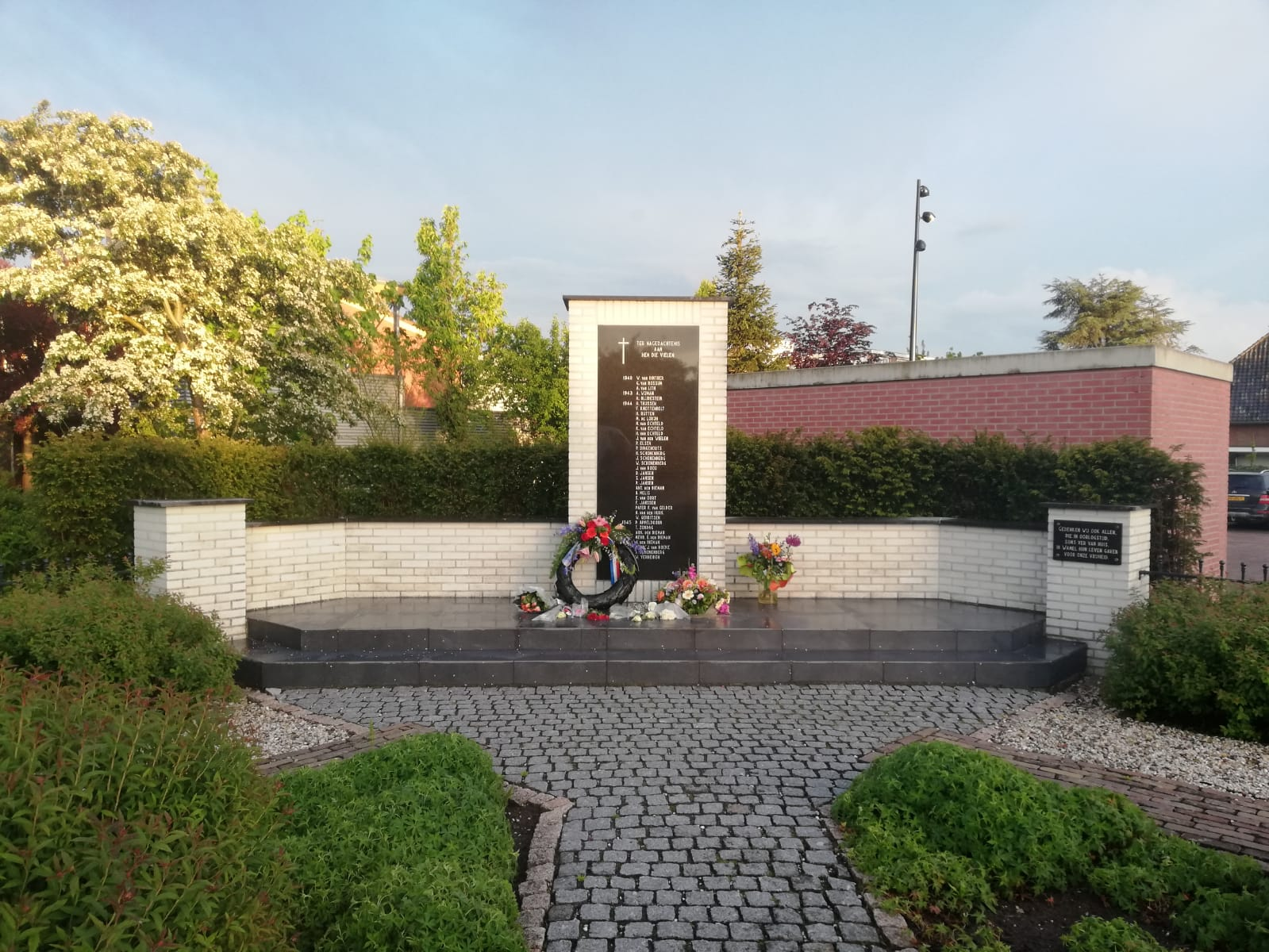
Het oorlogsmonument Wamel in 2019

Het oorlogsmonument in Wamel is een Nederlands monument ter nagedachtenis aan de Wamelse burgerslachtoffers van de Tweede Wereldoorlog. Het monument staat in de Dorpsstraat in Wamel, West Maas en Waal en werd op 4 mei in 1986 onthuld. Het monument werd opgericht op initiatief van het Comité Dodenherdenking en staat dan ook centraal bij de dodenherdenking in Wamel op 4 mei.

## Geschiedenis
In 2013 deed het Comité Dodenherdenking in Wamel een oproep voor het beschikbaar stellen van geld om het monument te renoveren. Vooral het witte muurwerk en de natuurstenen plaketten waren enorm aangetast door het weer waardoor een renovatie als noodzakelijk gezien werd. Er werd geschat dat er voor de renovatie ongeveer €10.000 beschikbaar gesteld zou moeten worden. Uiteindelijk werd er €5.000 gedoneerd door dorpelingen en nabestaanden van oorlogsdoden. Er werd nog eens €1.000 aan dit bedrag toegevoegd door de deelname aan het programma ‘Zomer in Nederland’ van Omroep Gelderland. Dorpelingen konden hierbij geld verdienen door het vervullen van een aantal opdrachten.  Het Comité stelde dat met dit bedrag van €6.000 de renovatie van het monument zelf van start kan gaan.  Dit gebeurde met de vervanging van het voetstuk in 2013 en de reparatie van de muur in 2014.

## Locatie en vormgeving
Het oorlogsmonument staat in Wamel, een dorp in het Land van Maas en Waal in de provincie Gelderland, in de Dorpsstraat. 
Het monument is een witte gemetselde muur met twee plaketten van zwart natuursteen met tekst. Een van de plaketten is bevestigd in het midden en de andere aan de rechterzijkant van het monument. De tekst op de middelste plaket luidt als volgt:
TER NAGEDACHTENIS AAN HEN DIE VIELEN
1940 
- W. VAN DINTHER
- G. VAN ROSSUM
- A. VAN LITH

1943 
- A. WIJMAN
- H. BLIJDESTEIN

1944 
- H. THIJSSEN
- F. KNOTTENBELT
- H. RUTTEN
- M. DE LORIJN
- N. VAN ECHTELD
- K. VAN ECHTELD
- H. VAN ECHTELD
- J. VAN DER WIELEN
- P.ELSEN
- P. DINGENOUTS
- H. SCHONENBERG
- J. SCHONENBERG
- W. SCHONENBERG
- J. VAN ROOIJ
- D. JANSEN
- S. JANSEN
- P. JANSEN
- ANT. DEN BIEMAN
- B. MELIS
- E. VAN OORT
- F. JANSSEN
- PATER F. VAN GELDER
- H. VAN DEN HURK
- W. GERRITSEN

1945 
- P. APPELDOORN
- T. ZONDAG
- ARN. DEN BIEMAN
- MEVR. E. DEN BIEMAN
- J. DEN BIEMAN
- MEVR. J. VAN HOEKE
- A. SCHONENBERG

1947 
- W. VERHEIDEN

4 MEI 1986

De tekst op het kleinere plaket aan de linkerkant luidt als volgt:
GEDENKEN WIJ OOK ALLEN,
DIE IN OORLOGSTIJD,
SOMS VER VAN HUIS,
IN WAMEL HUN LEVEN GAVEN
VOOR ONZE VRIJHEID.
De tekst op het middelste plaket bestaat uit 37 namen van Wamelse oorlogsslachtoffers. 
Hier een overzicht over de doodsoorzaak van elk slachtoffer op het plaket: 
| Slachtoffer | Doodsoorzaak                                                                                  |
| --- | --------------------------------------------------------------------------------------------- |
| W. van Dinther | Omgekomen door een landmijn                                                                   |
| G. van Rossum | Omgekomen door een kogel                                                                      |
| A. van Lith | Omgekomen tijdens de gevechten op de Grebbeberg                                               |
| A. Wijman | Omgekomen door een fusillade                                                                  |
| H. Blijdestein | Onbekend, er is echter wel bekend dat Blijdestein lid was van een opgerolde verzetsgroep      |
| H. Thijssen | Omgekomen bij een bombardement                                                                |
| F. Knottenbelt | Onbekend, er is echter wel bekend dat Knottenbelt lid was van een verzetsgroep                |
| H. Rutten | Omgekomen door een kogel                                                                      |
| M. de Lorijn | Omgekomen door een kogel                                                                      |
| N. van Echteld; K. van Echteld; H. van Echteld; J. van der Wielen; P. Elsen; P. Dingenouts; H. Schonenberg; J. Schonenberg; W. Schonenberg; J. van Rooij; D. Jansen; S. Jansen; P. Jansen; A. den Bieman | Omgekomen door de fusillade in Tiel op 20 september 1944                                      |
| B. Melis; E. van Oort | Onbekend, er is echter wel bekend dat ze werden opgepakt, verhoord en daarna werden afgevoerd |
| F. Janssen | Omgekomen bij een granaatbeschieting                                                          |
| F. van Gelder | Omgekomen door ontberingen en ziekten in een Japans kamp                                      |
| H. van den Hurk | Omgekomen door een kogel                                                                      |
| W. Gerritsen | Omgekomen door een granaatbeschieting                                                         |
| P. Appeldoorn | Omgekomen door een granaatbeschieting                                                         |
| T. Zondag | Omgekomen door een granaatbeschieting                                                         |
| A. den Bieman; E. den Bieman; J. den Bieman | Omgekomen bij een bombardement                                                                |
| J. van Hoeke | Omgekomen door een kogel                                                                      |
| A. Schonenberg | Omgekomen door een kogel                                                                      |
| W. Verheiden | Omgekomen door een kogel                                                                      |